# تادائوس بتس
تادائوس بتس (به انگلیسی: Thaddeus Laddins Betts) سناتور سابق عضو حزب ویگ بود. وی در سال ۱۸۳۹ تا ۱۸۴۰ میلادی سناتور ایالت کنتیکت در سنای ایالات متحده آمریکا بود.